# Sound system (Jamajka)
U kontekstu jamajčanske popularne kulture sound system je skupina disk-džokeja, inženjera zvuka i MC-ja koji sviraju ska, rocksteady ili reggae glazbu. Scenu sound systema se općenito smatra važnim dijelom jamajčanske kulturne povijesti koja je uz to zaslužna za uspon nekoliko jamajčanskih suvremenih glazbenih žanrova.

## Povijest
Koncept sound systema je postao popularnim 1950-ih u kingstonskim getoima. DJ-i bi ukrcali generator, gramofone i velike zvučnike u kamion i zaputili se na ulične zabave. U početku su puštali američku rhythm and blues glazbu, a kako je vrijeme išlo, tako se sve više stvaralo lokalne glazbe, i zvuk se prilagodio lokalnim ukusima.

## Poznati sound systemi
- Tom the Great Sebastian
- Arrows the Ambassador[2]
- Tubby's Hometown Hi-Fi[2]
- Tippatone[2]
- Emperor Faith[2]

## Vanjske poveznice
- - "Soundsystem Splashdown" feature from the London-based New Musical Express circa 1981.
- The Sound System: Contributions to Jamaican Music - John Constantinides